# Open Your Box

## Versión de 1970
"Open Your Box" (inglés: Abre tu caja) es una canción de Yoko Ono grabada en 1970 y lanzada en la versión de 1997 de Yoko Ono/Plastic Ono Band. Se desconoce porqué fue omitida del lanzamiento original.
Al año siguiente fue grabada una versión diferente lanzada en el álbum Fly y el año 2001 fue remezclada por Orange Factory.
La versión de 1970 contó con la colaboración de John Lennon, Ringo Starr y Klaus Voormann (quienes colaboraron en el resto del álbum también) y tiene una duración de 7:35, destacándose por su ritmo rápido y letras provocativas y controversiales.

### Personal
- Yoko Ono - voz
- John Lennon - guitarra
- Ringo Starr - batería
- Klaus Voormann - bajo

### Producción
- Yoko Ono - compositora, productora
- John Lennon - productor
- Eddie Veal, Eddie Offord - ingenieros

## "Hirake"
"Hirake / ひらけ" (japonés: Apertura o abriendo) es la versión del álbum Fly de "Open Your Box", lanzada el 12 de marzo de 1971 como lado B del sencillo "Power to the People" de John Lennon.
En 1971, las letras subidas de tono de Ono fueron recibidas en controversia ("box" es un argot para vagina), además de las frases "Open your box, open your trousers, open your sex, open your legs, open open open open open" (en español: Abre la caja, abre los pantalones, abre tus piernas, abre abre abre abre abre). La canción fue censurada por la radio en Reino Unido, y fue expuesta una versión abreviada con las letras eliminadas. Capitol, sello que distribuía la música de Apple en Estados Unidos, en un principio se negó a emitir la grabación, y como lado B fue reemplazada por "Touch Me", otra canción de Yoko.

### Personal
- Yoko Ono - voz
- John Lennon - guitarra
- Jim Gordon - batería
- Klaus Voormann - bajo

### Producción
- Yoko Ono - compositora, productora
- John Lennon - productor
- Bob Fries, Roy Cicala - ingenieros (USA)
- Eddie Klein, Eddie Veal, Eddie Offord, Phil McDonald - ingenieros (UK)

## 2001 Remix
"Open Your Box - The Orange Factory Remix" es un remix de Orange Factory de la canción "Open Your Box" (o "Hirake") de Yoko Ono, lanzada como sencillo en 2001. También fue agregada al álbum del mismo nombre, el cual contiene remixes de varias de sus canciones.
En el Reino Unido fue lanzada bajo el sello Parlophone y en los Estados Unidos bajo Mind Train Records. Alcanzó el #25 en el Hot Dance Club Play de Billboard, despegando así el lanzamiento una serie de sencillos que obtendrían bastante éxito en esta lista.

### Lista de canciones
1. "Open Your Box" (The Club) - 9:59
2. "Open Your Box" (The Dub The Voice) - 9:59
3. "Open Your Box" (Radio Edit) - 4:39
4. "Open Your Box" (Album Version) - 6:19

### Personal y producción
- Yoko Ono - voz, compositora, productora ejecutiva
- Rob Stevens - productor ejecutivo
- Remix: The Orange Factory, Allen Towbin, Allis Miah, Jeremy Skaller, Robert LaRow, Jackie Christie (invitada especial)
- Chris Gehringer - masterización
- Ray Janos - masterización (vinilo)
- Paul Goodrich - edición
- Craig Mitchell - coordinador

### Posiciones
| Lista (2001-02)               | Posición más alta |
| ----------------------------- | ----------------- |
| UK Singles Chart              | 144               |
| Billboard Hot Dance Club Play | 25                |